# Botryostroma
Botryostroma — рід грибів родини Venturiaceae. Назва вперше опублікована 1911 року.

## Класифікація
До роду Botryostroma відносять 4 види:
- Botryostroma eupatorii
- Botryostroma inaequale
- Botryostroma inaequalis
- Botryostroma monninae